# Heiberg

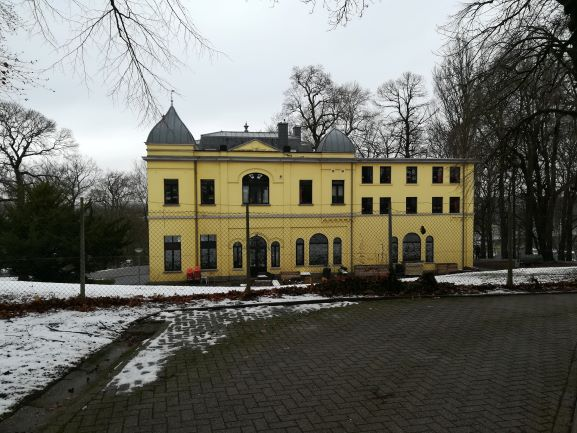
Landhuis Heiberg

Dit artikel gaat over een kasteel in Vlaams-Brabant. Voor de Deense taalkundige en historicus, zie Johan Ludvig Heiberg.
De Heiberg is een kasteeldomein aan de Kapellekensweg in Kessel-Lo.

## Geschiedenis
In 1871 liet Josephus Van Overstraeten het kasteel bouwen. In 1906 werd het verkocht aan Camille Lafosse die het herhaaldelijk verbouwde tot het in 1923 zijn huidige vorm kreeg.
Het Heibergpark kwam in handen van de gemeenschap en werd in de jaren 80 het decor van een muziekfestival. Het kasteel werd gerestaureerd tot een door Toerisme Vlaanderen erkend jeugdverblijfcentrum. Jeugdwerkorganisatie Spelewei stond in voor de uitbating en organiseerde er vakantiekampen. In 2006 herdoopte deze organisatie tot Koning Kevin en aanhield het kasteel als thuisbasis.